# Balan, Ardennes

Balan este o comună în departamentul Ardennes din nordul Franței. În 1 ianuarie 2022 avea o populație de 1.596 de locuitori.